# Hermann Schapira

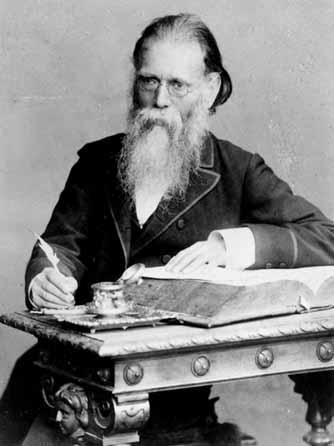
Hermann Schapira

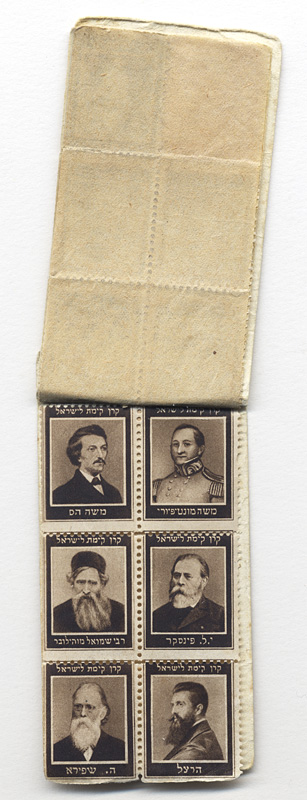
Briefmarken mit beschrifteten Porträts, inklusive Hermann Schapira, ca. 1916, in der Sammlung des Jüdischen Museums der Schweiz

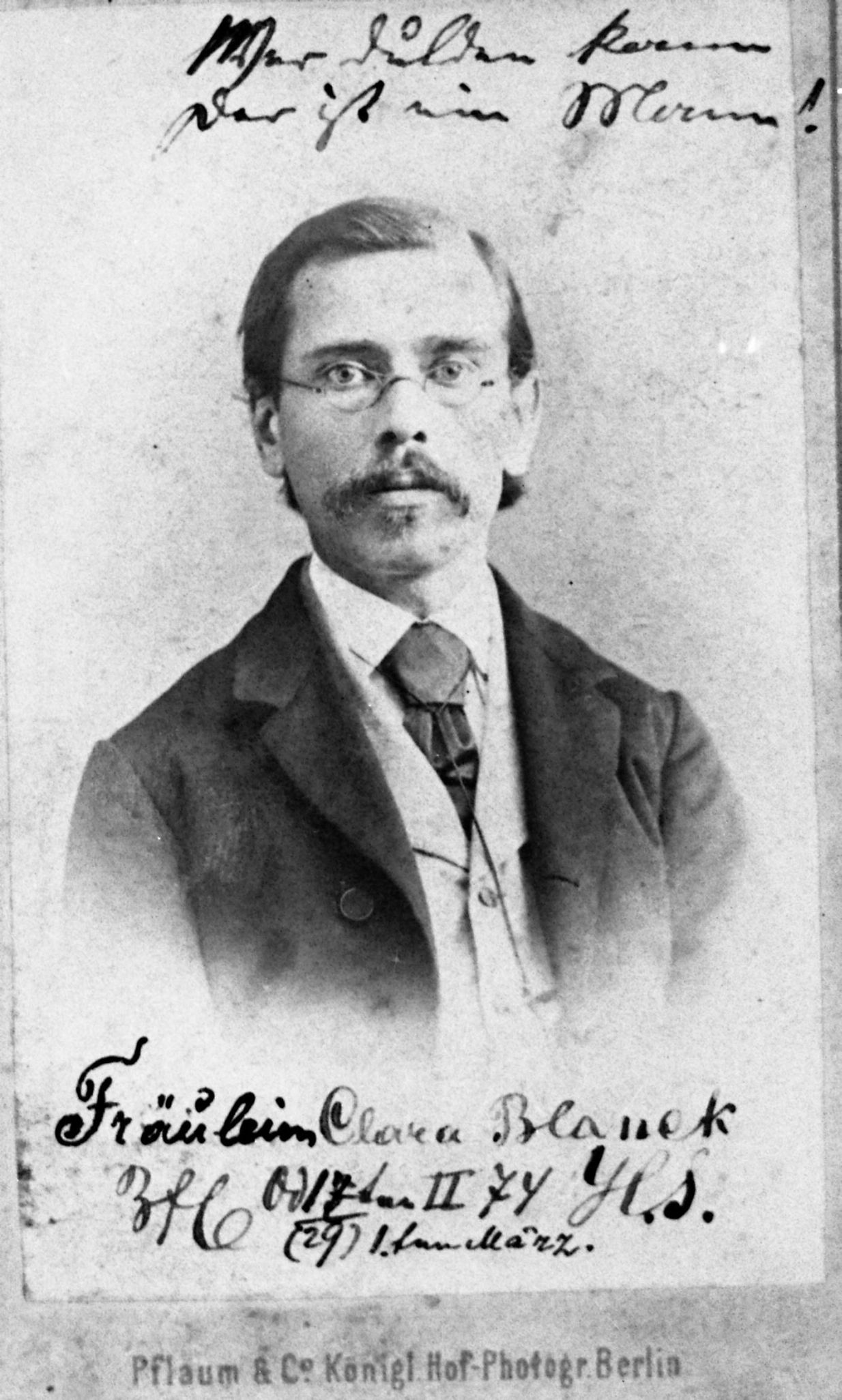
Porträtfoto von Zwi Hermann Schapira in jungen Jahren

Hermann Schapira (Zwi Hermann Schapira; * 4. August 1840 in Erswilken/Litauen; † 8. Mai 1898 in Köln) war ein russisch-jüdischer Rabbiner, Mathematiker und Zionist. Neben seiner wissenschaftlichen Tätigkeit an der Ruprecht-Karls-Universität Heidelberg tat er sich als Vorkämpfer des Zionismus hervor und gab der zionistischen Bewegung in ihrer Frühphase bedeutende Impulse.

## Persönlicher und beruflicher Werdegang
Hermann Schapira wurde 1840 als Sohn des Salomon Schapira und der Eva Schapira geboren. Er war seit 1860 Rabbiner in seiner Heimatstadt Erswilken (heute Eržvilkas), die damals zum russischen Kaiserreich gehörte. 1868 begann er ein Studium an der Gewerbeakademie in Berlin, das er 1871 abschloss. In den folgenden Jahren war er in der heute ukrainischen Hafenstadt Odessa als Kaufmann tätig.
Anschließend kehrte er nach Deutschland zurück und nahm zum Wintersemester 1878/1879 im Alter von 38 Jahren ein Studium der Mathematik an der Ruprecht-Karls-Universität Heidelberg auf. Am 17. Dezember 1880 wurde er zum Dr. phil. promoviert, am 6. Juni 1883 erfolgte die Habilitation. Ab 1887 lehrte er als außerordentlicher Professor für Mathematik an der Universität Heidelberg. 1880 publizierte Schapira einen Aufsatz über eine mittelalterliche hebräische Geometrieschrift, ansonsten bewegte er sich bei seiner wissenschaftlichen Arbeit ausschließlich im Gebiet der bereits 1883 in seiner Habilitationsschrift angesprochenen Cofunktionen.
Er war verheiratet mit Clara Blank. 1898 starb er im Alter von 57 Jahren an einem Lungenleiden, als er sich gerade für Beratungen mit anderen zionistischen Aktivisten in Köln aufhielt.

## Zionistische Aktivitäten
Parallel zu seiner wissenschaftlichen Karriere engagierte sich Schapira in der gerade entstehenden zionistischen Bewegung, die auf die Schaffung eines jüdischen Territoriums in Palästina abzielte. So war er 1881 Gründungsmitglied von Chowewe Zion, einer im osteuropäischen Raum entstandenen zionistischen Bewegung. 1884 nahm er an der Kattowitzer Konferenz teil, auf der die Ortsgruppe Odessa von Chowewe Zion gegründet wurde und gleichzeitig die einzelnen regionalen Vereine der Bewegung besser untereinander verknüpft werden sollten. Daneben brachte er den Zionismus auch an die Universität Heidelberg. Bereits Anfang des Jahres 1884 hatte er in seiner neuen Heimatstadt die Gründung des Vereins Zion initiiert, zu dessen Mitgliedern vor allem andere russischstämmige Juden der Stadt, in der Mehrzahl Studenten, gehörten. Es handelte sich zusammen mit dem etwa gleichzeitig gegründeten Verein Esra in Berlin um den ersten „nationaljüdischen Verein“ in Deutschland. Solche Gruppierungen wurden in der folgenden Zeit in großer Anzahl gegründet und verfolgten vor allem das Ziel, eine koordinierte jüdische Kolonisation Palästinas voranzutreiben. Die Aktivitäten und Erfolge von „Zion“ in Heidelberg blieben jedoch in einem vergleichsweise beschränkten Rahmen. Daneben machte sich Schapira auch als Publizist in der hebräischen Presse einen Namen.
Ursprünglich stand Schapira, wie viele Mitglieder von Chowewe Zion, dem politischen Zionismus Theodor Herzls kritisch gegenüber. In Palästina wollte er lediglich ein kulturelles Zentrum des Zionismus wiederentstehen lassen, einen jüdischen Staat dort hielt er – in Übereinstimmung mit den Ideen des Kulturzionismus – für den falschen Ansatz. Entsprechend versuchte er auch die entstehende zionistische Bewegung in Deutschland zu beeinflussen und stand in engem Kontakt etwa zu Max I. Bodenheimer, mit dem er einige Meinungsverschiedenheiten über die Zielsetzungen der zionistischen Bewegung hatte. Dabei setzte er sich unter anderem erfolgreich dafür ein, dass die sich am 31. Oktober 1897 auf dem 3. Delegiertentag deutscher Zionisten konstituierende Vereinigung unter der offiziellen Bezeichnung Zionistische Vereinigung für Deutschland gegründet wurde. Der Name der Vorgängerorganisation, National-Jüdische Vereinigung für Deutschland, habe Schapira zufolge mit dem Hinweis auf einen anzustrebenden jüdischen Staat „für fast alle deutschen Juden das bekannte rothe Tuch [enthalten], ohne irgend welchen sachlichen Nutzen zu bringen.“ Bei dem Delegiertentag wurde Schapira auch zum Mitglied des „Centralkomités“ der Zionistischen Vereinigung gewählt, starb jedoch bereits im folgenden Jahr.
Ebenfalls im Jahr 1897 nahm Schapira an dem ersten Zionistenkongress teil, den Herzl in Basel einberufen hatte. Dort reichte Schapira zwei bedeutende Resolutionen ein: Zum einen forderte er die Schaffung eines jüdischen Fonds zum Landankauf und Landerhalt in Palästina, eine ähnliche Anregung hatte er bereits 1884 in den Gründungsstatuten des Vereins „Zion“ geäußert. Zum anderen plädierte er für die Gründung einer jüdischen Universität. Seine Vorschläge drangen allerdings erst nach seinem Tod auf dem fünften bzw. elften Kongress (Basel 1901 und Wien 1913) durch und gelangten mit dem Jüdischen Nationalfonds (1901) und der Hebräischen Universität Jerusalem (1918) zur Umsetzung.

## Schriften
- Darstellung der Wurzeln eines allgemeinen Gleichung n-ten Grades mit Hilfe von Cofunctionen aus Potenzreihen in elementarer Behandlungsweise. Leipzig 1883.
- Theorie der Congruenzen. Berlin 1889.
- Theorie allgemeiner Cofunktionen und einige ihrer Anwendungen. 3 Bände, Leipzig 1892.